# Yayo (Eleni Foureira)
Yayo  è un singolo della cantante greca Eleni Foureira, pubblicato il 3 marzo 2020.

## Video musicale
Il video musicale, reso disponibile in concomitanza con l'uscita del brano, è stato diretto da Yannis Dimolitsas.

## Tracce
Testi e musiche di Eleni Foureira, Andy Nicolas, Claydee Lupa e Kareem Kalokoh.
1. Yayo – 2:48

## Classifiche
| Classifica (2020) | Posizione massima |
| ----------------- | ----------------- |
| Grecia            | 3                 |